# حجره شاه مقیم
حجره شاه مقیم (به انگلیسی: Hujra Shah Muqeem) یک شهرک در پاکستان است که در ناحیه اوکارا واقع شده‌است.